# System IALA

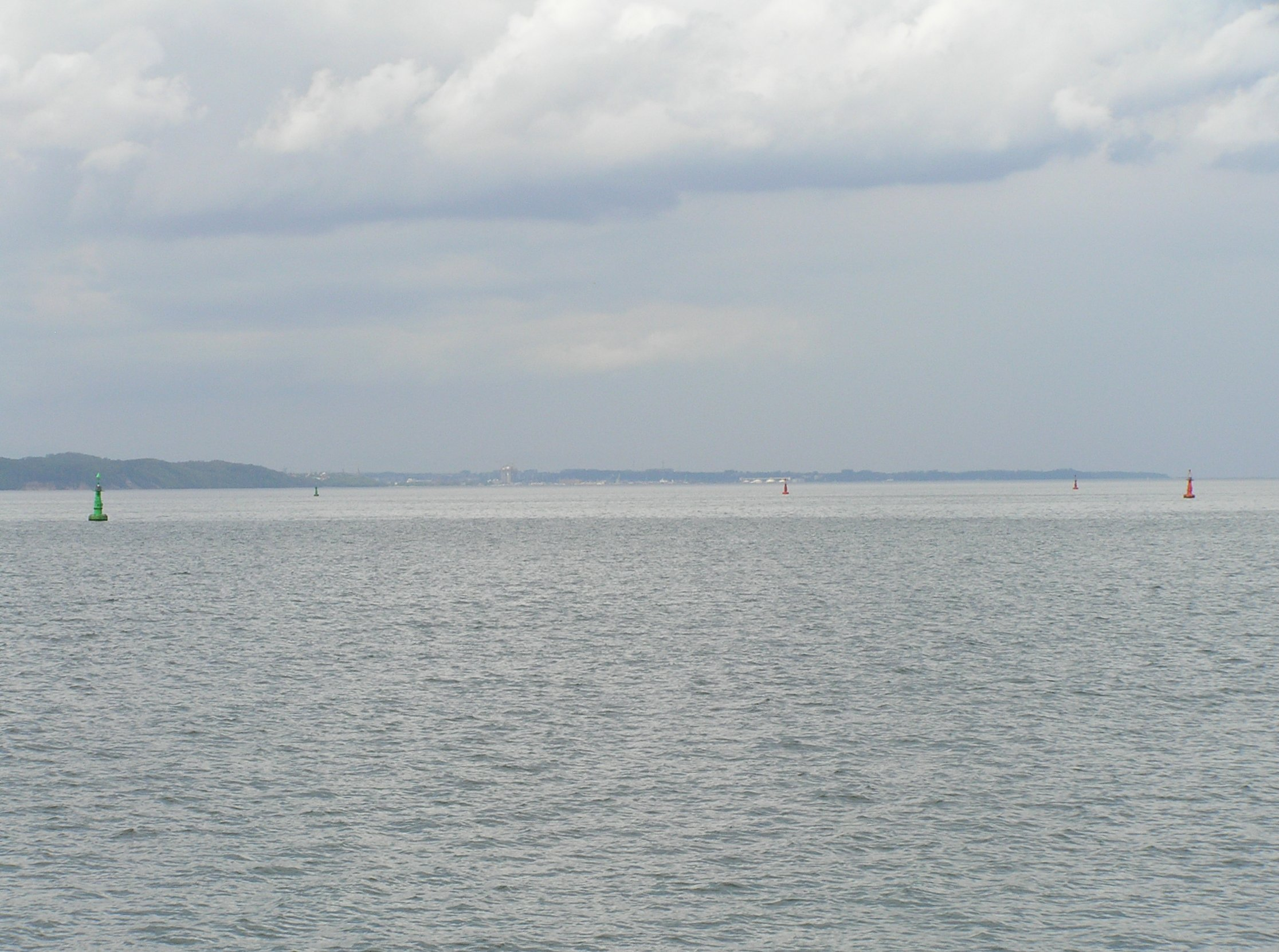
Pławy oznakowania bocznego na podejściu do portu w Gdańsku

System IALA – międzynarodowy morski system oznakowania nawigacyjnego. Intensywny rozwój żeglugi morskiej stał się powodem do opracowania niemal jednolitego oznakowania morskich akwenów żeglugowych. Dokonało tego Międzynarodowe Stowarzyszenie Służb Oznakowania Nawigacyjnego IALA w 1976 roku. Różnica dotycząca kolorów stosowanych w oznakowaniu bocznym spowodowała, że świat podzielono na dwa regiony: A obejmujący Europę, Afrykę, Australię i większość Azji oraz B stosowany w obu Amerykach, Japonii, Filipinach oraz Korei. 

## Opis Systemu IALA
Opis systemu IALA jest w publikacji nautycznej Oznakowanie Nawigacyjne - System IALA / IALA System, 553, Biuro Hdrograficzne Marynarki Wojennej.
System IALA składa się z pięciu rodzajów oznakowania skonstruowanych w sposób umożliwiający łatwe rozróżnienie systemów nawet ze znacznej odległości.
- oznakowanie boczne (animacja oznakowania bocznego więcej...)
- oznakowanie kardynalne (animacja oznakowania kardynalnego więcej...)
- odosobnione niebezpieczeństwo (animacja oznakowania odosobnione niebezpieczeństwo więcej...)
- bezpieczna woda (animacja oznakowania bezpieczna woda więcej...)
- oznakowanie specjalne (animacja oznakowania znaki specjalne więcej...)

Nowo wykryte niebezpieczeństwo (np. nowy wrak) zanim zostanie ogłoszone w księgach locji zostaje oznaczony znakiem "nowe niebezpieczeństwo".